# Pandora Box (entreprise)
Pandora Box est une société japonaise de développement de jeu vidéo, fondée en 1989 et fermée en 2001. Elle développe notamment la série de jeux vidéo de rôle Oni, éditée par Banpresto .
En 2007, la société Shannon Ltd reprend l'exploitation des franchises et titres de Pandora Box.

## Jeux développés
Liste des jeux (partielle)
- Oni II: Innin Densetsu  (1992, Game Boy)
- Oni III: Kuro no Hakaishin (1993, Game Boy)
- Soul & Sword (en) (1993, SNES)
- Oni IV: Kishin no Ketsuzoku (1994, Game Boy)
- Kishin Kourinden ONI (1994, SNES)
- After Armageddon Gaiden: Majū Tōshōden Eclipse (1994, Mega-CD)
- Oni V: Innin no Tsugumono (1995, Game Boy)
- Arabian Nights: Sabaku no Seirei-ō (en) (1996, SNES)
- Traverse: Starlight & Prairie (en) (1996, SNES)
- Kira to Kaiketsu! 64 Tanteidan (1998, Nintendo 64)
- Bakumatsu Kōrinden Oni (1998, SNES)
- Zool: Majū Tsukai Densetsu (1999, Nintendo 64)
- Oni Zero: Fukkatsu (2000, PlayStation)